# West Haakon (Dakota del Sur)
West Haakon es un territorio no organizado ubicado en el condado de Haakon en el estado estadounidense de Dakota del Sur. En el Censo de 2010 tenía una población de 583 habitantes y una densidad poblacional de 0,31 personas por km².

## Geografía
West Haakon se encuentra ubicado en las coordenadas 44°14′34″N 101°44′27″O / 44.24278, -101.74083. Según la Oficina del Censo de los Estados Unidos, West Haakon tiene una superficie total de 1860.34 km², de la cual 1844.88 km² corresponden a tierra firme y (0.83%) 15.45 km² es agua.

## Demografía
Según el censo de 2010, había 583 personas residiendo en West Haakon. La densidad de población era de 0,31 hab./km². De los 583 habitantes, West Haakon estaba compuesto por el 95.03% blancos, el 0% eran afroamericanos, el 2.06% eran amerindios, el 0.17% eran asiáticos, el 0.17% eran isleños del Pacífico, el 0.51% eran de otras razas y el 2.06% pertenecían a dos o más razas. Del total de la población el 0.51% eran hispanos o latinos de cualquier raza.